# Axel Hirsoux
Axel Hirsoux (Manage, 26 settembre 1982) è un cantante belga, rappresentante del Belgio all'Eurovision Song Contest 2014.

## Biografia
Nel 2013 Axel Hirsoux ha partecipato a due talent show valloni, Star Academy e The Voice Belgique (venendo eliminato al secondo turno).
Nel 2014 ha rappresentato il suo Paese all'Eurovision Song Contest a Copenaghen, in Danimarca, senza tuttavia accedere alla finale, con la canzone Mother. Alla finale della pre-selezione belga, ha ricevuto oltre il 50% dei voti e 4 volte il massimo di 12 punti dalla giuria internazionale.

## Discografia parziale

### Singoli
- 2014 - Mother